# Valmaior
Valmaior is een plaats (freguesia) in de Portugese gemeente Albergaria-a-Velha en telt 2 022 inwoners (2001).